# Giải bóng đá Vô địch Quốc gia 2020 (kết quả chi tiết)
Dưới đây là kết quả chi tiết của các trận đấu tại Giải bóng đá Vô địch Quốc gia 2020, hay LS V.League 1 2020, với sự tham gia của 14 câu lạc bộ. Do ảnh hưởng của đại dịch COVID-19 tại Việt Nam, sau khi lượt đi kết thúc, 14 đội được phân chia thành hai nhóm: nhóm tranh chức vô địch (8 câu lạc bộ xếp trên) và nhóm tranh suất trụ hạng (6 câu lạc bộ xếp dưới).

## Các vòng đấu

### Giai đoạn 1

#### Vòng 1
| 6 tháng 3 năm 2020 | Hoàng Anh Gia Lai                                                             | 1–0                                                       | Than Quảng Ninh | Pleiku, Gia Lai                                                |  |
| 17:00              | - Châu Ngọc Quang 56' - Walsh Chevaughn Junior Hugh 63' - Lê Văn Trường 90+1' | Chi tiết FULL HIGHLIGHTS VTV5, VTV5 TN, VTV6, Thể thao TV |                 | Sân vận động: Pleiku Lượng khán giả: 0 Trọng tài: Vũ Nguyên Vũ |  |

| 6 tháng 3 năm 2020 | Quảng Nam         | 1–3                           | Thành phố Hồ Chí Minh                                                            | Tam Kỳ, Quảng Nam                                                  |  |
| 17:00              | - Lucas Rocha 62' | Chi tiết FULL HIGHLIGHTS BĐTV | - Diakite Pape Abdoulaye 59' - Ngô Viết Phú 67' - Nguyễn Xuân Nam 88', 90+5' 88' | Sân vận động: Tam Kỳ Lượng khán giả: 0 Trọng tài: Nguyễn Ngọc Châu |  |

| 7 tháng 3 năm 2020 | Hà Nội                                                                                     | 4–2                                       | Nam Định                                             | Đống Đa, Hà Nội                                                      |  |
| 19:00              | - Lê Quốc Hường 9' (l.n.) - Ngân Văn Đại 23' - Bùi Hoàng Việt Anh 72' - Pape Omar Faye 89' | Chi tiết FULL HIGHLIGHTS VTV5, VTV6, BĐTV | - Đỗ Merlo 53' - Rafaelson 86' - Đinh Văn Trường 52' | Sân vận động: Hàng Đẫy Lượng khán giả: 0 Trọng tài: Nguyễn Đình Thái |  |

| 8 tháng 3 năm 2020 | Hồng Lĩnh Hà Tĩnh   | 0–1                           | Viettel                                                                                       | Hồng Lĩnh, Hà Tĩnh                                                  |  |
| 15:00              | - Nguyễn Văn Vĩ 50' | Chi tiết FULL HIGHLIGHTS BĐTV | - Nguyễn Trọng Hoàng 18' - Nguyễn Việt Phong 86' - Luiz Silva Walter 50' - Quế Ngọc Hải 90+2' | Sân vận động: Hà Tĩnh Lượng khán giả: 0 Trọng tài: Nguyễn Viết Duẩn |  |

| 8 tháng 3 năm 2020 | Becamex Bình Dương                      | 1–0                           | SHB Đà Nẵng | Thủ Dầu Một, Bình Dương                                       |  |
| 17:00              | - Hedipo Gustavo 15' - Hồ Sỹ Giáp 90+3' | Chi tiết FULL HIGHLIGHTS BĐTV |             | Sân vận động: Gò Đậu Lượng khán giả: 0 Trọng tài: Đỗ Thành Đề |  |

| 8 tháng 3 năm 2020 | Thanh Hóa                                         | 0–1                                          | Hải Phòng                                                    | Thành phố Thanh Hóa, Thanh Hóa                                         |  |
| 17:00              | - Nguyễn Vũ Hoàng Dương 56' - Hoàng Vũ Samson 78' | Chi tiết FULL HIGHLIGHTS Thể thao tin tức HD | - Hoàng Vissai 43' - Nguyễn Văn Hạnh 76' - Joseph Mpande 83' | Sân vận động: Thanh Hóa Lượng khán giả: 0 Trọng tài: Nguyễn Trung Kiên |  |

| 8 tháng 3 năm 2020 | Sài Gòn | 0–0                           | Sông Lam Nghệ An | Quận 10, Thành phố Hồ Chí Minh                                          |  |
| 19:00              |         | Chi tiết FULL HIGHLIGHTS BĐTV |                  | Sân vận động: Thống Nhất Lượng khán giả: 0 Trọng tài: Nguyễn Minh Thuận |  |

#### Vòng 2
| 13 tháng 3 năm 2020 | Hải Phòng                             | 1–1                                    | Quảng Nam                                                                                     | Quận Ngô Quyền, Hải Phòng                                         |  |
| 17:00               | - Nguyễn Văn Hạnh - Joseph Mpande 87' | Chi tiết FULL HIGHLIGHTS BĐTV, BĐTV HD | - Hoàng Vissai 16' (l.n.) - Nguyễn Văn Trạng 25' - Nguyễn Anh Hùng 44' - Jose Paulo Pinto 52' | Sân vận động: Lạch Tray Lượng khán giả: 0 Trọng tài: Vũ Phúc Hoan |  |

| 14 tháng 3 năm 2020 | Sông Lam Nghệ An                      | 1–0                                                   | Becamex Bình Dương | Thành phố Vinh, Nghệ An                                       |  |
| 17:00               | - Đặng Văn Lắm 16' - Phan Văn Đức 47' | Chi tiết FULL HIGHLIGHTS VTV6, VTV5 TN, BĐTV, BĐTV HD |                    | Sân vận động: Vinh Lượng khán giả: 0 Trọng tài: Ngô Quốc Hưng |  |

| 14 tháng 3 năm 2020 | Nam Định                                              | 2–1                                          | Hồng Lĩnh Hà Tĩnh    | Thành phố Nam Định, Nam Định                                          |  |
| 18:00               | - Đỗ Merlo 21' - Lê Sỹ Minh 70' - Đinh Văn Trường 78' | Chi tiết FULL HIGHLIGHTS Thể thao tin tức HD | - Bruno Henrique 73' | Sân vận động: Thiên Trường Lượng khán giả: 0 Trọng tài: Hoàng Ngọc Hà |  |

| 15 tháng 3 năm 2020 | SHB Đà Nẵng                                                                           | 1–4                                    | Sài Gòn                                                       | Cẩm Lệ, Đà Nẵng                                                 |  |
| 17:00               | - Ismahil Akinade 88' - Đặng Anh Tuấn 8' - Nguyễn Thiện Chí 36' - Trần Đình Hoàng 92' | Chi tiết FULL HIGHLIGHTS BĐTV, BĐTV HD | - Pedro Paulo 1', 75' - Huỳnh Tấn Tài 32' - Nguyễn Vũ Tín 79' | Sân vận động: Hòa Xuân Lượng khán giả: 0 Trọng tài: Ngô Duy Lân |  |

| 15 tháng 3 năm 2020 | Than Quảng Ninh                                                                            | 3–1                                          | Hà Nội                                 | Cẩm Phả, Quảng Ninh                                                 |  |
| 18:00               | - Mạc Hồng Quân 9' - Jeremie Lynch 45', 84' 60' - Nghiêm Xuân Tú 49' - Trần Trung Hiếu 80' | Chi tiết FULL HIGHLIGHTS Thể thao tin tức HD | - Pape Omar Faye 58' - Lê Văn Xuân 49' | Sân vận động: Cẩm Phả Lượng khán giả: 0 Trọng tài: Hoàng Thanh Bình |  |

| 15 tháng 3 năm 2020 | Viettel                                              | 3–3                                             | Hoàng Anh Gia Lai                                                                       | Đống Đa, Hà Nội                                                 |  |
| 19:00               | - Bruno Cantanhedeo 81', 89' - Nguyễn Việt Phong 87' | Chi tiết FULL HIGHLIGHTS VTV6, VTV5 TN, BĐTV HD | - Trương Trọng Sáng 5' - Chevaughn Walsh 38' - Triệu Việt Hưng 45' - Nguyễn Văn Anh 90' | Sân vận động: Hàng Đẫy Lượng khán giả: 0 Trọng tài: Lê Đức Cảnh |  |

| 15 tháng 3 năm 2020 | Thành phố Hồ Chí Minh                                           | 1–0                           | Thanh Hóa         | Quận 10, Thành phố Hồ Chí Minh                                        |  |
| 19:00               | - Nguyễn Xuân Nam 90+3' - Võ Huy Toàn 20' - Ngô Hoàng Thịnh 23' | Chi tiết FULL HIGHLIGHTS BĐTV | - Lê Ngọc Nam 27' | Sân vận động: Thống Nhất Lượng khán giả: 0 Trọng tài: Trần Đình Thịnh |  |

#### Vòng 3
| 5 tháng 6 năm 2020 | Hải Phòng                                                                                                 | 0–0                                       | Thành phố Hồ Chí Minh                   | Quận Ngô Quyền, Hải Phòng                                            |  |
| 17:00              | - Junior Claudecir 7' - Doãn Ngọc Tân 45' - Phạm Mạnh Hùng 49' - Đồng Văn Trung 54' - Lê Trung Hiếu 90+1' | Chi tiết FULL HIGHLIGHTS VTV6, VTV5, BĐTV | - Amido Balde 53' - Ngô Hoàng Thịnh 57' | Sân vận động: Lạch Tray Lượng khán giả: 8.000 Trọng tài: Ngô Duy Lân |  |

| 5 tháng 6 năm 2020 | Nam Định                                                                             | 1–2                                    | Viettel                                                                   | Thành phố Nam Định, Nam Định                                                  |  |
| 18:00              | - Rafaelson 19' - Emmanuel Tony Agbaji 42' - Trần Mạnh Cường 53' - Lâm Anh Quang 78' | Chi tiết FULL HIGHLIGHTS TTTV, TTTV HD | - Hồ Khắc Ngọc 1' - Vũ Minh Tuấn 90+1' 90+2' - Bruno Cunha Cantanhede 83' | Sân vận động: Thiên Trường Lượng khán giả: 15.000 Trọng tài: Nguyễn Ngọc Châu |  |

| 5 tháng 6 năm 2020 | Sài Gòn                                 | 0–0                           | Becamex Bình Dương | Quận 10, Thành phố Hồ Chí Minh                                           |  |
| 19:00              | - Cao Văn Triền 40' - Huỳnh Tấn Tài 73' | Chi tiết FULL HIGHLIGHTS BĐTV | Tô Văn Vũ 89'      | Sân vận động: Thống Nhất Lượng khán giả: 2.500 Trọng tài: Trần Văn Trọng |  |

| 6 tháng 6 năm 2020 | Sông Lam Nghệ An                                                                              | 1–0                           | SHB Đà Nẵng | Thành phố Vinh, Nghệ An                                             |  |
| 17:00              | - Phan Văn Đức 73' (ph.đ.) - Nguyễn Văn Hoàng 81' - Bùi Đình Châu 82' - Nguyễn Quang Tình 90' | Chi tiết FULL HIGHLIGHTS BĐTV |             | Sân vận động: Vinh Lượng khán giả: 3.000 Trọng tài: Trần Trung Hiếu |  |

| 6 tháng 6 năm 2020 | Quảng Nam                                                                             | 2–1                              | Thanh Hóa                                          | Tam Kỳ, Quảng Nam                                                  |  |
| 17:00              | - Papa Ibou Kebe 52' - Nguyễn Như Tuấn 67' - Lucas Rocha 78' - Jose Paulo Pinto 90+2' | Chi tiết FULL HIGHLIGHTS TTTT HD | - Nguyễn Vũ Hoàng Dương 70' - Nguyễn Trọng Phú 60' | Sân vận động: Tam Kỳ Lượng khán giả: 5.000 Trọng tài: Vũ Nguyên Vũ |  |

| 6 tháng 6 năm 2020 | Than Quảng Ninh | 0–2                                                | Hồng Lĩnh Hà Tĩnh                                                       | Cẩm Phả, Quảng Ninh                                                     |  |
| 18:00              |                 | Chi tiết FULL HIGHLIGHTS VTV6, VTV5, TTTV, TTTV HD | - Bruno Henrique 28' - Mansaray Victor Nabay 66' - Nguyễn Trung học 69' | Sân vận động: Cẩm Phả Lượng khán giả: 5.000 Trọng tài: Nguyễn Đình Thái |  |

| 6 tháng 6 năm 2020 | Hà Nội | 3–0                           | Hoàng Anh Gia Lai                  | Quận Đống Đa, Hà Nội                                                      |  |
| 19:00              | - Nguyễn Văn Quyết 23' - Rimario Allando Gordon 28' - Rimario Allando Gordon 59' - Rimario Allando Gordon 29' - Nguyễn Văn Dũng 42' - Đậu Văn Toàn 63' | Chi tiết FULL HIGHLIGHTS BĐTV | - A Hoàng 4' - Oahimijie Kelly 21' | Sân vận động: Hàng Đẫy Lượng khán giả: 12.000 Trọng tài: Nguyễn Viết Duẩn |  |

#### Vòng 4
| 11 tháng 6 năm 2020 | Becamex Bình Dương                                                                                               | 5–0                           | Hải Phòng | Thủ Dầu Một, Bình Dương                                               |  |
| 17:00               | - Hồ Tấn Tài 8' - Nguyễn Tiến Linh 21' - Trần Duy Khánh 41' - Hồ Sỹ Giáp 76' - Hồ Sỹ Giáp 90+3' - Hồ Tấn Tài 62' | Chi tiết FULL HIGHLIGHTS TTTV |           | Sân vận động: Gò Đậu Lượng khán giả: 2.700 Trọng tài: Trần Định Thịnh |  |

| 11 tháng 6 năm 2020 | SHB Đà Nẵng | 6–1                           | Quảng Nam                               | Cẩm Lệ, Đà Nẵng                                                       |  |
| 17:00               | - Igor Jelic 16' - Grace Tanda 44' - Akinane Ismaheel 47' - Phan Văn Long 63' - Akinane Ismaheel 70' - A Mít 86' | Chi tiết FULL HIGHLIGHTS BĐTV | - Papa Ibou Kebe 63' - Trịnh Văn Hà 75' | Sân vận động: Hòa Xuân Lượng khán giả: 4.500 Trọng tài: Ngô Quốc Hưng |  |

| 11 tháng 6 năm 2020 | Viettel            | 1–1                                       | Than Quảng Ninh                                              | Đống Đa, Hà Nội                                                       |  |
| 19:00               | - Hồ Khắc Ngọc 81' | Chi tiết FULL HIGHLIGHTS VTV6, VTV5, BĐTV | - Jermine Lynch 34' - Phạm Nguyên Sa 75' - Jermine Lynch 80' | Sân vận động: Hàng Đẫy Lượng khán giả: 3.500 Trọng tài: Mai Xuân Hùng |  |

| 12 tháng 6 năm 2020 | Thanh Hóa | 0–0                              | Sông Lam Nghệ An | Thành phố Thanh Hóa, Thanh Hóa                                        |  |
| 17:00               |           | Chi tiết FULL HIGHLIGHTS TTTT HD |                  | Sân vận động: Thanh Hóa Lượng khán giả: 7.000 Trọng tài: Vũ Phúc Hoan |  |

| 12 tháng 6 năm 2020 | Hoàng Anh Gia Lai     | 1–0                                                | Nam Định | Pleiku, Gia Lai                                                         |  |
| 17:00               | - Chevaughn Walsh 60' | Chi tiết FULL HIGHLIGHTS VTV6, VTV5, VTV5 TN, BĐTV |          | Sân vận động: Pleiku Lượng khán giả: 9.000 Trọng tài: Nguyễn Minh Thuận |  |

| 12 tháng 6 năm 2020 | Hồng Lĩnh Hà Tĩnh   | 1–1                           | Hà Nội             | Hồng Lĩnh, Hà Tĩnh                                                      |  |
| 18:00               | - Phạm Tuấn Hải 86' | Chi tiết FULL HIGHLIGHTS TTTV | - Đỗ Hùng Dũng 67' | Sân vận động: Hà Tĩnh Lượng khán giả: 22.000 Trọng tài: Nguyễn Mạnh Hải |  |

| 12 tháng 6 năm 2020 | Thành phố Hồ Chí Minh | 0–1                           | Sài Gòn                                  | Quận 10, Thành phố Hồ Chí Minh                                             |  |
| 19:00               | Nguyễn Công Thành 7'  | Chi tiết FULL HIGHLIGHTS BĐTV | - Pedro Paulo 67' · Nguyễn Quốc Long 90' | Sân vận động: Thống Nhất Lượng khán giả: 8.000 Trọng tài: Nguyễn Viết Duẩn |  |

#### Vòng 5
| 17 tháng 6 năm 2020 | Hải Phòng | 0–1                                                         | Than Quảng Ninh              | Quận Ngô Quyền, Hải Phòng                                              |  |
| 17:00               |           | Chi tiết FULL HIGHLIGHTS VTV6, VTV5, BĐTV, On Sports - VTC3 | - Adriano Schmidt 79' (l.n.) | Sân vận động: Lạch Tray Lượng khán giả: 7.000 Trọng tài: Hoàng Ngọc Hà |  |

| 17 tháng 6 năm 2020 | Quảng Nam                  | 1–2                           | Becamex Bình Dương                          | Tam Kỳ, Quảng Nam                                                      |  |
| 17:00               | - Nguyễn Hoàng Quốc Chí 8' | Chi tiết FULL HIGHLIGHTS TTTV | - Nguyễn Tiến Linh 26' - Hedipo Gustavo 79' | Sân vận động: Tam Kỳ Lượng khán giả: 3.500 Trọng tài: Nguyễn Đình Thái |  |

| 17 tháng 6 năm 2020 | Thành phố Hồ Chí Minh                                         | 3–0                                             | Viettel | Quận 10, Thành phố Hồ Chí Minh                                             |  |
| 19:00               | - Seo Yong Duk 26' - Nguyễn Công Phượng 62' - Võ Huy Toàn 67' | Chi tiết FULL HIGHLIGHTS BĐTV, On Sports - VTC3 |         | Sân vận động: Thống Nhất Lượng khán giả: 6.000 Trọng tài: Nguyễn Ngọc Châu |  |

| 18 tháng 6 năm 2020 | Hoàng Anh Gia Lai     | 1–1                                             | Sài Gòn                | Pleiku, Gia Lai                                                                |  |
| 17:00               | - Chevaughn Walsh 13' | Chi tiết FULL HIGHLIGHTS BĐTV, On Sports - VTC3 | - Geovane Silveira 49' | Sân vận động: Sân vận động Pleiku Lượng khán giả: 7.500 Trọng tài: Đỗ Thành Đệ |  |

| 18 tháng 6 năm 2020 | Thanh Hóa          | 1–0                           | Nam Định | Thành phố Thanh Hóa, Thanh Hóa                                       |  |
| 17:00               | - Lê Văn Thắng 18' | Chi tiết FULL HIGHLIGHTS TTTV |          | Sân vận động: Thanh Hóa Lượng khán giả: 9.000 Trọng tài: Ngô Duy Lân |  |

| 18 tháng 6 năm 2020 | Hồng Lĩnh Hà Tĩnh | 0–0                              | SHB Đà Nẵng | Hồng Lĩnh, Hà Tĩnh                                                  |  |
| 18:00               |                   | Chi tiết FULL HIGHLIGHTS TTTT HD |             | Sân vận động: Hà Tĩnh Lượng khán giả: 9.000 Trọng tài: Vũ Nguyên Vũ |  |

| 18 tháng 6 năm 2020 | Hà Nội                | 0–1                                                         | Sông Lam Nghệ An                            | Đống Đa, Hà Nội                                                          |  |
| 19:00               | - Nguyễn Văn Dũng 87' | Chi tiết FULL HIGHLIGHTS VTV6, VTV5, BĐTV, On Sports - VTC3 | - Đặng Văn Lắm 44' 57' - Trần Đình Tiến 90' | Sân vận động: Hàng Đẫy Lượng khán giả: 8.000 Trọng tài: Hoàng Thanh Bình |  |

#### Vòng 6
| 23 tháng 6 năm 2020 | Sông Lam Nghệ An               | 1–3                                             | Thành phố Hồ Chí Minh                                                                                     | Thành phố Vinh, Nghệ An                                              |  |
| 17:00               | - Sant Anna Santos Gustavo 90' | Chi tiết FULL HIGHLIGHTS BĐTV, On Sports - VTC3 | - Amido Balde 26' - Phạm Văn Thành 29' - Nguyễn Công Phượng 57' - Amido Balde 62' - Nguyễn Xuân Nam 90+1' | Sân vận động: Vinh Lượng khán giả: 15.000 Trọng tài: Trần Đình Thịnh |  |

| 23 tháng 6 năm 2020 | Nam Định             | 0–2                                       | Hải Phòng | Thành phố Nam Định, Nam Định                                              |  |
| 18:00               | - Nguyễn Hạ Long 38' | Chi tiết FULL HIGHLIGHTS VTV6, VTV5, TTTV | - Joseph Mpande 40' - Nguyễn Trọng Hiếu 52' - Phạm Mạnh Hùng 60' - Adriano Schmidt 75' - Claudecir Junior 87' - Nguyễn Thành Đồng 90+2' | Sân vận động: Thiên Trường Lượng khán giả: 15.000 Trọng tài: Vũ Phúc Hoan |  |

| 23 tháng 6 năm 2020 | Viettel                                      | 1–2                                             | Thanh Hóa                                                     | Đống Đa, Hà Nội                                                      |  |
| 19:00               | - Nguyễn Trọng Đại 21' - Venancio Caique 52' | Chi tiết FULL HIGHLIGHTS BĐTV, On Sports - VTC3 | - Hoàng Vũ Samson 5' - Lê Văn Thắng 65' - Vũ Xuân Cường 90+5' | Sân vận động: Hàng Đẫy Lượng khán giả: 5.000 Trọng tài: Vũ Nguyên Vũ |  |

| 24 tháng 6 năm 2020 | Becamex Bình Dương   | 0–2                           | Hà Nội                                                         | Thủ Dầu Một, Bình Dương                                                 |  |
| 17:00               | - Trần Duy Khánh 34' | Chi tiết FULL HIGHLIGHTS BĐTV | - Gordon Allando Rimario 17' 20', 90+9' - Nguyễn Văn Quyết 85' | Sân vận động: Gò Đậu Lượng khán giả: 8.000 Trọng tài: Nguyễn Minh Thuận |  |

| 24 tháng 6 năm 2020 | SHB Đà Nẵng                                                                                   | 3–1                                             | Hoàng Anh Gia Lai                                                    | Cẩm Lệ, Đà Nẵng                                                      |  |
| 17:00               | - Phan Văn Long 35' - Hà Đức Chinh 51' - Nguyễn Công Nhật 55' - Tanda Bapianga Deogracias 83' | Chi tiết FULL HIGHLIGHTS TTTV, On Sports - VTC3 | - Nguyễn Văn Toàn 29' - Nguyễn Phong Hồng Duy 54' - Vũ Văn Thanh 75' | Sân vận động: Hòa Xuân Lượng khán giả: 15.000 Trọng tài: Ngô Duy Lân |  |

| 24 tháng 6 năm 2020 | Than Quảng Ninh                                   | 3–1                                          | Quảng Nam | Cẩm Phả, Quảng Ninh                                                     |  |
| 18:00               | - Nguyễn Hai Long 6' - Andre Diego Fagan 63', 70' | Chi tiết FULL HIGHLIGHTS VTV6, VTV5, TTTT HD | - Trịnh Văn Hà 11' - Đào Duy Khánh 63' - Jose Paulo Pinto 67' - Trịnh Duy Long 85' - Nguyễn Hồng Sơn 53' 90+3' | Sân vận động: Cẩm Phả Lượng khán giả: 3.000 Trọng tài: Nguyễn Viết Duẩn |  |

| 24 tháng 6 năm 2020 | Sài Gòn                | 1–1                                             | Hồng Lĩnh Hà Tĩnh        | Quận 10, Thành phố Hồ Chí Minh                                           |  |
| 19:00               | - Geovane Silveira 81' | Chi tiết FULL HIGHLIGHTS BĐTV, On Sports - VTC3 | - Bruno Henrique 43' 65' | Sân vận động: Thống Nhất Lượng khán giả: 5.000 Trọng tài: Trần Văn Trọng |  |

#### Vòng 7
| 29 tháng 6 năm 2020 | Quảng Nam | 0–3                                       | Viettel                                                        | Tam Kỳ, Quảng Nam                                                      |  |
| 17:00               |           | Chi tiết FULL HIGHLIGHTS VTV6, VTV5, TTTV | - Venancio Caique 38' - Bruno Cunha 43' - Nguyễn Hoàng Đức 49' | Sân vận động: Tam Kỳ Lượng khán giả: 4.000 Trọng tài: Nguyễn Ngọc Châu |  |

| 29 tháng 6 năm 2020 | Hải Phòng | 0–0                                             | Hoàng Anh Gia Lai | Quận Ngô Quyền, Hải Phòng                                                |  |
| 17:00               |           | Chi tiết FULL HIGHLIGHTS BĐTV, On Sports - VTC3 |                   | Sân vận động: Lạch Tray Lượng khán giả: 6.000 Trọng tài: Trần Đình Thịnh |  |

| 29 tháng 6 năm 2020 | Thành phố Hồ Chí Minh                     | 2-2                                             | SHB Đà Nẵng                                           | Quận 10, Thành phố Hồ Chí Minh                                            |  |
| 19:15               | - Trần Thanh Bình 88' - Amido Balde 90+1' | Chi tiết FULL HIGHLIGHTS BĐTV, On Sports - VTC3 | - Phan Văn Long 45' - Tanda Bapianga Deogracias 90+3' | Sân vận động: Thống Nhất Lượng khán giả: 6.000 Trọng tài: Nguyễn Văn Chôm |  |

| 30 tháng 6 năm 2020 | Thanh Hóa                                   | 2–0                                             | Than Quảng Ninh | Thành phố Thanh Hóa, Thanh Hóa                                         |  |
| 17:00               | - Hoàng Đình Tùng 54' - Hoàng Vũ Samson 61' | Chi tiết FULL HIGHLIGHTS BĐTV, On Sports - VTC3 |                 | Sân vận động: Thanh Hóa Lượng khán giả: 7.000 Trọng tài: Hoàng Ngọc Hà |  |

| 30 tháng 6 năm 2020 | Nam Định                                                 | 3–0                           | Sông Lam Nghệ An | Thành phố Nam Định, Nam Định                                                  |  |
| 18:00               | - Emmanuel Tony Agbaji 10' - Đỗ Merlo 70' - Đỗ Merlo 72' | Chi tiết FULL HIGHLIGHTS TTTV |                  | Sân vận động: Thiên Trường Lượng khán giả: 16.000 Trọng tài: Nguyễn Viết Duẩn |  |

| 30 tháng 6 năm 2020 | Hồng Lĩnh Hà Tĩnh   | 1–1                                          | Becamex Bình Dương   | Hồng Lĩnh, Hà Tĩnh                                                           |  |
| 18:00               | - Bruno Henrique 2' | Chi tiết FULL HIGHLIGHTS VTV6, VTV5, TTTT HD | - Hedipo Gustavo 22' | Sân vận động: Hà Tĩnh Lượng khán giả: 5.000 Trọng tài: Nguyễn Trung Kiên (B) |  |

| 30 tháng 6 năm 2020 | Hà Nội | 0–1                                             | Sài Gòn                | Đống Đa, Hà Nội                                                       |  |
| 19:15               |        | Chi tiết FULL HIGHLIGHTS BĐTV, On Sports - VTC3 | - Geovane Silveira 48' | Sân vận động: Hàng Đẫy Lượng khán giả: 4.000 Trọng tài: Mai Xuân Hùng |  |

#### Vòng 8
| 5 tháng 7 năm 2020 | Quảng Nam                                 | 2–1                           | Sông Lam Nghệ An    | Tam Kỳ, Quảng Nam                                                       |  |
| 17:00              | - Nguyễn Huy Hùng 6' - Đặng Hữu Phước 89' | Chi tiết FULL HIGHLIGHTS TTTV | - Hồ Tuấn Tài 45+1' | Sân vận động: Tam Kỳ Lượng khán giả: 6.000 Trọng tài: Nguyễn Minh Thuận |  |

| 5 tháng 7 năm 2020 | Hải Phòng | 0–2                                        | Sài Gòn                                    | Quận Ngô Quyền, Hải Phòng                                             |  |
| 17:00              |           | Chi tiết HIGHLIGHTS BĐTV, On Sports - VTC3 | - Pedro Paulo 32' - Geovane Silveira 90+5' | Sân vận động: Lạch Tray Lượng khán giả: 7.000 Trọng tài: Vũ Nguyên Vũ |  |

| 5 tháng 7 năm 2020 | Viettel                | 1–1                                                         | Hà Nội               | Đống Đa, Hà Nội                                                         |  |
| 19:15              | - Nguyễn Hoàng Đức 27' | Chi tiết FULL HIGHLIGHTS VTV6, VTV5, BĐTV, On Sports - VTC3 | - Rimario Gordon 31' | Sân vận động: Hàng Đẫy Lượng khán giả: 15.000 Trọng tài: Trần Văn Trọng |  |

| 6 tháng 7 năm 2020 | Thanh Hóa | 0–3                      | SHB Đà Nẵng                                                           | Thành phố Thanh Hóa, Thanh Hóa                                       |  |
| 17:00              |           | Chi tiết HIGHLIGHTS BĐTV | - Hà Đức Chinh 44' - Tanda Bapianga Deogracias 49' - Hà Đức Chinh 63' | Sân vận động: Thanh Hóa Lượng khán giả: 6.000 Trọng tài: Ngô Duy Lân |  |

| 6 tháng 7 năm 2020 | Hoàng Anh Gia Lai   | 1–0                                                             | Hồng Lĩnh Hà Tĩnh | Pleiku, Gia Lai                                                       |  |
| 17:00              | - Chevaugh Walsh 9' | Chi tiết HIGHLIGHTS VTV6, VTV5, VTV5 TN, TTTV, On Sports - VTC3 |                   | Sân vận động: Pleiku Lượng khán giả: 9.000 Trọng tài: Nguyễn Văn Chôm |  |

| 6 tháng 7 năm 2020 | Than Quảng Ninh                                                            | 3–2                         | Nam Định                                                | Cẩm Phả, Quảng Ninh                                                  |  |
| 18:00              | - Andre Diego Fagan 11' - Nguyễn Hai Long 21' - Giang Trần Quách Tân 90+5' | Chi tiết HIGHLIGHTS TTTT HD | - Đỗ Merlo 9' - Rafaelson Bezerra Fernandes 26' (ph.đ.) | Sân vận động: Cẩm Phả Lượng khán giả: 7.000 Trọng tài: Mai Xuân Hùng |  |

| 6 tháng 7 năm 2020 | Thành phố Hồ Chí Minh    | 1–2                                        | Becamex Bình Dương       | Quận 10, Thành phố Hồ Chí Minh                                            |  |
| 19:15              | - Nguyễn Công Phượng 77' | Chi tiết HIGHLIGHTS BĐTV, On Sports - VTC3 | - Hedipo Gustavo 6', 45' | Sân vận động: Thống Nhất Lượng khán giả: 8.000 Trọng tài: Trần Đình Thịnh |  |

#### Vòng 9
| 11 tháng 7 năm 2020 | Becamex Bình Dương | 1–1                           | Hoàng Anh Gia Lai     | Thủ Dầu Một, Bình Dương                                              |  |
| 17:00               | - Hồ Tấn Tài 32'   | Chi tiết FULL HIGHLIGHTS BĐTV | - Nguyễn Văn Toàn 13' | Sân vận động: Gò Đậu Lượng khán giả: 14.000 Trọng tài: Mai Xuân Hùng |  |

| 11 tháng 7 năm 2020 | Than Quảng Ninh | 0–3                                                         | Thành phố Hồ Chí Minh                                        | Cẩm Phả, Quảng Ninh                                                |  |
| 18:00               |                 | Chi tiết FULL HIGHLIGHTS VTV6, VTV5, TTTV, On Sports - VTC3 | - Nguyễn Công Phượng 4' - Amido Balde 24' - Ngô Viết Phú 50' | Sân vận động: Cẩm Phả Lượng khán giả: 8.000 Trọng tài: Lê Đức Cảnh |  |

| 11 tháng 7 năm 2020 | Viettel                                                                                   | 4–0                           | Hải Phòng | Đống Đa, Hà Nội                                                          |  |
| 19:15               | - Venancio Caique 15' - Bruno Cunha Cantanhede 18' - Dương Văn Hào 21' - Vũ Minh Tuấn 77' | Chi tiết FULL HIGHLIGHTS BĐTV |           | Sân vận động: Hàng Đẫy Lượng khán giả: 5.000 Trọng tài: Nguyễn Ngọc Châu |  |

| 12 tháng 7 năm 2020 | Sông Lam Nghệ An  | 1–1                           | Hồng Lĩnh Hà Tĩnh    | Thành phố Vinh, Nghệ An                                         |  |
| 17:00               | - Hồ Tuấn Tài 63' | Chi tiết FULL HIGHLIGHTS TTTV | - Nguyễn Văn Tám 48' | Sân vận động: Vinh Lượng khán giả: 9.000 Trọng tài: Ngô Duy Lân |  |

| 12 tháng 7 năm 2020 | SHB Đà Nẵng         | 1–1                           | Hà Nội             | Cẩm Lệ, Đà Nẵng                                                       |  |
| 17:00               | - Phan Văn Long 42' | Chi tiết FULL HIGHLIGHTS BĐTV | - Đỗ Hùng Dũng 36' | Sân vận động: Hòa Xuân Lượng khán giả: 15.000 Trọng tài: Vũ Nguyên Vũ |  |

| 12 tháng 7 năm 2020 | Nam Định                   | 1–0                                                      | Quảng Nam | Thành phố Nam Định, Nam Định                                               |  |
| 18:00               | - Emmanuel Tony Agbaji 55' | Chi tiết FULL HIGHLIGHTS VTV6, TTTT HD, On Sports - VTC3 |           | Sân vận động: Thiên Trường Lượng khán giả: 18.000 Trọng tài: Hoàng Ngọc Hà |  |

| 12 tháng 7 năm 2020 | Sài Gòn                                                  | 3–0                           | Thanh Hóa | Quận 10, Thành phố Hồ Chí Minh                                            |  |
| 19:15               | - Ahn Byungkeon 5' - Huỳnh Tấn Tài 36' - Pedro Paulo 46' | Chi tiết FULL HIGHLIGHTS BĐTV |           | Sân vận động: Thống Nhất Lượng khán giả: 4.000 Trọng tài: Nguyễn Mạnh Hải |  |

#### Vòng 10
| 17 tháng 7 năm 2020 | Hoàng Anh Gia Lai                                                          | 3–1                                                     | Quảng Nam            | Pleiku, Gia Lai                                                    |  |
| 17:00               | - Vũ Văn Thanh 10' - Nguyễn Tuấn Anh 72' - Walsh Chevaughn Junior Hugh 83' | Chi tiết FULL HIGHLIGHTS BĐTV, BĐTV HD, On Sports- VTC3 | - Papa Ibou Kebe 64' | Sân vận động: Pleiku Lượng khán giả: 9.000 Trọng tài: Vũ Nguyên Vũ |  |

| 17 tháng 7 năm 2020 | Hồng Lĩnh Hà Tĩnh    | 1–0                               | Thành phố Hồ Chí Minh | Hồng Lĩnh, Hà Tĩnh                                                       |  |
| 18:00               | - Bruno Henrique 35' | Chi tiết HIGHLIGHTS TTTV, TTTV HD | - Vũ Ngọc Thịnh 78'   | Sân vận động: Hà Tĩnh Lượng khán giả: 11.500 Trọng tài: Nguyễn Đình Thái |  |

| 17 tháng 7 năm 2020 | Hà Nội                      | 1–0                                                                  | Hải Phòng | Đống Đa, Hà Nội                                                     |  |
| 19:15               | - Phạm Mạnh Hùng 73' (l.n.) | Chi tiết FULL HIGHLIGHTS VTV6, VTV5, BĐTV, BĐTV HD, On Sports - VTC3 |           | Sân vận động: Hàng Đẫy Lượng khán giả: 8.000 Trọng tài: Ngô Duy Lân |  |

| 18 tháng 7 năm 2020 | Sông Lam Nghệ An | 1–2                                                      | Viettel                                       | Thành phố Vinh, Nghệ An                                             |  |
| 17:00               | - Hồ Tuấn Tài 4' | Chi tiết FULL HIGHLIGHTS BĐTV, BĐTV HD, On Sports - VTC3 | - Bùi Duy Thường 13' - Nguyễn Đức Chiến 45+3' | Sân vận động: Vinh Lượng khán giả: 7.000 Trọng tài: Trần Đình Thịnh |  |

| 18 tháng 7 năm 2020 | SHB Đà Nẵng   | 1–2                                                            | Than Quảng Ninh              | Cẩm Lệ, Đà Nẵng                                                       |  |
| 17:00               | - A Mít 90+5' | Chi tiết FULL HIGHLIGHTS VTV6, VTV5, TTTT HD, On Sports - VTC3 | - Andre Diego Fagan 40', 47' | Sân vận động: Hòa Xuân Lượng khán giả: 6.000 Trọng tài: Hoàng Ngọc Hà |  |

| 18 tháng 7 năm 2020 | Becamex Bình Dương | 0–1                                    | Thanh Hóa             | Thủ Dầu Một, Bình Dương                                              |  |
| 17:00               |                    | Chi tiết FULL HIGHLIGHTS TTTV, TTTV HD | - Hoàng Vũ Samson 47' | Sân vận động: Gò Đậu Lượng khán giả: 5.000 Trọng tài: Trần Văn Trọng |  |

| 18 tháng 7 năm 2020 | Sài Gòn                                                       | 3–0                                                     | Nam Định | Quận 10, Thành phố Hồ Chí Minh                                          |  |
| 19:15               | - Lê Quốc Phương 1', 49' - Geovane Magno Candido Silveira 34' | Chi tiết FULL HIGHLIGHTS BĐTV, BĐTV HD, On Sports- VTC3 |          | Sân vận động: Thống Nhất Lượng khán giả: 6.000 Trọng tài: Mai Xuân Hùng |  |

#### Vòng 11
| 23 tháng 7 năm 2020 | Thanh Hóa | 0–0                                                                           | Hoàng Anh Gia Lai | Thành phố Thanh Hóa, Thanh Hóa                                         |  |
| 17:00               |           | Chi tiết FULL HIGHLIGHTS VTV6, VTV5, VTV5 TN, BĐTV, BĐTV HD, On Sports - VTC3 |                   | Sân vận động: Thanh Hóa Lượng khán giả: 10.000 Trọng tài: Vũ Nguyên Vũ |  |

| 23 tháng 7 năm 2020 | Nam Định              | 1–1                                    | Becamex Bình Dương | Thành phố Nam Định, Nam Định                                             |  |
| 18:00               | - Trần Mạnh Cường 70' | Chi tiết FULL HIGHLIGHTS TTTV, TTTV HD | - Hồ Tấn Tài 60'   | Sân vận động: Thiên Trường Lượng khán giả: 16.000 Trọng tài: Ngô Duy Lân |  |

| 23 tháng 7 năm 2020 | Viettel               | 1–1                                                      | SHB Đà Nẵng              | Đống Đa, Hà Nội                                                         |  |
| 19:15               | - Trần Quang Khải 66' | Chi tiết FULL HIGHLIGHTS BĐTV, BĐTV HD, On Sports - VTC3 | - Igor Jelic 39' (ph.đ.) | Sân vận động: Hàng Đẫy Lượng khán giả: 4.000 Trọng tài: Nguyễn Văn Chôm |  |

| 24 tháng 7 năm 2020 | Hải Phòng          | 1–1                         | Hồng Lĩnh Hà Tĩnh     | Quận Ngô Quyền, Hải Phòng                                              |  |
| 17:00               | - Lê Thế Cường 33' | Chi tiết HIGHLIGHTS TTTT HD | - Nguyễn Văn Hiệp 87' | Sân vận động: Lạch Tray Lượng khán giả: 6.000 Trọng tài: Hoàng Ngọc Hà |  |

| 24 tháng 7 năm 2020 | Quảng Nam                                                              | 3–3                                                 | Sài Gòn                   | Tam Kỳ, Quảng Nam                                                     |  |
| 17:00               | - Huỳnh Tấn Sinh 7' - Rodrigo da Silva Dias 62' - Đinh Thanh Trung 82' | Chi tiết HIGHLIGHTS BĐTV, BĐTV HD, On Sports - VTC3 | - Pedro Paulo 53' (ph.đ.) | Sân vận động: Tam Kỳ Lượng khán giả: 4.000 Trọng tài: Trần Đình Thịnh |  |

| 24 tháng 7 năm 2020 | Than Quảng Ninh                                | 2–0                                    | Sông Lam Nghệ An | Cẩm Phả, Quảng Ninh                                                     |  |
| 18:00               | - Lastro Neven 45+1' - Jermie Dwayne Lynch 81' | Chi tiết FULL HIGHLIGHTS TTTV, TTTV HD |                  | Sân vận động: Cẩm Phả Lượng khán giả: 10.000 Trọng tài: Nguyễn Mạnh Hải |  |

| 24 tháng 7 năm 2020 | Thành phố Hồ Chí Minh | 0–3                                                                  | Hà Nội                                                                          | Quận 10, Thành phố Hồ Chí Minh                                            |  |
| 19:15               |                       | Chi tiết FULL HIGHLIGHTS VTV6, VTV5, BĐTV, BĐTV HD, On Sports - VTC3 | - Trương Văn Thái Quý 72' - Nguyễn Thành Chung 76' - Rimario Allando Gordon 89' | Sân vận động: Thống Nhất Lượng khán giả: 15.000 Trọng tài: Trần Văn Trọng |  |

#### Vòng 12
| 26 tháng 9 năm 2020 | Sông Lam Nghệ An                         | 2–0                                             | Hoàng Anh Gia Lai | Thành phố Vinh, Nghệ An                                            |  |
| 17:00               | - Hoàng Văn Khánh 83' - Hồ Phúc Tịnh 89' | Chi tiết FULL HIGHLIGHTS VTV6, VTV5 TN, BĐTV HD |                   | Sân vận động: Vinh Lượng khán giả: 10.000 Trọng tài: Hoàng Ngọc Hà |  |

| 26 tháng 9 năm 2020 | Than Quảng Ninh                                           | 2–2                                | Becamex Bình Dương                   | Cẩm Phả, Quảng Ninh                                                 |  |
| 17:00               | - Giang Trần Quách Tân 38' - Nguyễn Thanh Long 44' (l.n.) | Chi tiết FULL HIGHLIGHTS VTVCab 15 | - Youssouf Touré 62' - Tô Văn Vũ 66' | Sân vận động: Cẩm Phả Lượng khán giả: 0 Trọng tài: Nguyễn Đình Thái |  |

| 26 tháng 9 năm 2020 | SHB Đà Nẵng           | 1–0                                       | Hải Phòng | Cẩm Lệ, Đà Nẵng                                                        |  |
| 17:00               | - Ismahil Akinade 38' | Chi tiết FULL HIGHLIGHTS On Sports - VTC3 |           | Sân vận động: Hòa Xuân Lượng khán giả: 200 Trọng tài: Nguyễn Viết Duẩn |  |

| 26 tháng 9 năm 2020 | Thanh Hóa          | 1–2                                     | Hồng Lĩnh Hà Tĩnh                           | Thành phố Thanh Hóa, Thanh Hóa                                        |  |
| 17:00               | - Lê Văn Thắng 54' | Chi tiết FULL HIGHLIGHTS Thể thao TV HD | - Tuấn Hải 78' - Bruno Henrique 90' (ph.đ.) | Sân vận động: Thanh Hóa Lượng khán giả: 3.000 Trọng tài: Vũ Nguyên Vũ |  |

| 26 tháng 9 năm 2020 | Viettel              | 1–0                           | Sài Gòn | Đống Đa, Hà Nội                                                         |  |
| 17:00               | - Vũ Minh Tuấn 90+3' | Chi tiết FULL HIGHLIGHTS BĐTV |         | Sân vận động: Hàng Đẫy Lượng khán giả: 3.000 Trọng tài: Nguyễn Mạnh Hải |  |

| 26 tháng 9 năm 2020 | Quảng Nam                   | 2–2                                          | Hà Nội                                                | Tam Kỳ, Quảng Nam                                                      |  |
| 17:00               | - Jose Paulo Pinto 36', 39' | Chi tiết FULL HIGHLIGHTS Thể thao tin tức HD | - Rimario Gordon 15' (ph.đ.) - Bùi Hoàng Việt Anh 45' | Sân vận động: Tam Kỳ Lượng khán giả: 4.000 Trọng tài: Nguyễn Ngọc Châu |  |

| 26 tháng 9 năm 2020 | Thành phố Hồ Chí Minh                                                                                        | 5–1                                  | Nam Định                            | Quận 10, Thành phố Hồ Chí Minh                                        |  |
| 17:00               | - Ariel Francisco Rodriguez Araya 13' - Nguyễn Công Phượng 21', 45' - Ngô Hoàng Thịnh 68' - Lâm Ti Phông 79' | Chi tiết FULL HIGHLIGHTS Thể thao TV | - Rafaelson Bezerra Fernandes 45+2' | Sân vận động: Thống Nhất Lượng khán giả: 4.000 Trọng tài: Ngô Duy Lân |  |

#### Vòng 13
| 1 tháng 10 năm 2020 | Hải Phòng                                                                       | 3–1                                       | Sông Lam Nghệ An     | Quận Ngô Quyền, Hải Phòng                                            |  |
| 17:00               | - Diego Oliveira Silva 4' - Diego Oliveira Silva 66' - Diego Oliveira Silva 85' | Chi tiết FULL HIGHLIGHTS On Sports - VTC3 | - Felipe Martins 28' | Sân vận động: Lạch Tray Lượng khán giả: 3.000 Trọng tài: Ngô Duy Lân |  |

| 1 tháng 10 năm 2020 | Becamex Bình Dương                          | 2–0                                    | Viettel | Thủ Dầu Một, Bình Dương                                                |  |
| 17:00               | - Youssouf Toure 5' - Nguyễn Thanh Thảo 41' | Chi tiết FULL HIGHLIGHTS VTV5, BĐTV HD |         | Sân vận động: Gò Đậu Lượng khán giả: 4.000 Trọng tài: Hoàng Thanh Bình |  |

| 1 tháng 10 năm 2020 | Hồng Lĩnh Hà Tĩnh                                             | 3–2                                | Quảng Nam                                                           | Hồng Lĩnh, Hà Tĩnh                                                      |  |
| 17:00               | - Bruno Henrique 8' - Phạm Tuấn Hải 48' - Victor Mansaray 71' | Chi tiết FULL HIGHLIGHTS VTVCab 15 | - Nguyễn Văn Trạng 56' - Nguyễn Anh Hùng 20' 63' - Hà Minh Tuấn 73' | Sân vận động: Hà Tĩnh Lượng khán giả: 4.000 Trọng tài: Nguyễn Viết Duẩn |  |

| 1 tháng 10 năm 2020 | Hà Nội                 | 1–1                                  | Thanh Hóa             | Quận Đống Đa, Hà Nội                                                    |  |
| 17:00               | - Nguyễn Văn Quyết 60' | Chi tiết FULL HIGHLIGHTS Thể thao TV | - Hoàng Vũ Samson 46' | Sân vận động: Hàng Đẫy Lượng khán giả: 3.000 Trọng tài: Trần Đình Thịnh |  |

| 1 tháng 10 năm 2020 | Hoàng Anh Gia Lai                                                                                   | 5–2                                                         | Thành phố Hồ Chí Minh                 | Pleiku, Gia Lai                                                    |  |
| 17:00               | - Walsh Chevaughn Junior Hugh 15', 34' - Nguyễn Văn Toàn 18' - Damir Memovic 54' - Vũ Văn Thanh 64' | Chi tiết FULL HIGHLIGHTS VTV6, VTV5 TN, Thể thao tin tức HD | - Trần Phi Sơn 42' - Đỗ Văn Thuận 83' | Sân vận động: Pleiku Lượng khán giả: 7.000 Trọng tài: Vũ Nguyên Vũ |  |

| 1 tháng 10 năm 2020 | Nam Định              | 1–0                                     | SHB Đà Nẵng | Thành phố Nam Định, Nam Định                                               |  |
| 17:00               | - Hoàng Minh Tuấn 67' | Chi tiết FULL HIGHLIGHTS Thể thao TV HD |             | Sân vận động: Thiên Trường Lượng khán giả: 10.000 Trọng tài: Hoàng Ngọc Hà |  |

| 1 tháng 10 năm 2020 | Sài Gòn | 0–0                           | Than Quảng Ninh | Quận 10, Thành phố Hồ Chí Minh                                             |  |
| 17:00               |         | Chi tiết FULL HIGHLIGHTS BĐTV |                 | Sân vận động: Thống Nhất Lượng khán giả: 4.000 Trọng tài: Nguyễn Ngọc Châu |  |

### Giai đoạn 2
Kể từ giai đoạn này, các câu lạc bộ xếp hạng 1 đến 8 ở giai đoạn 1 sẽ mang mã số tương ứng từ 1 đến 8 và thi đấu ở nhóm A, gồm 4 trận sân nhà và 3 trận sân khách. Các câu lạc bộ còn lại sẽ mang mã số tương ứng từ 9 đến 14 và thi đấu ở nhóm B, gồm 3 trận sân nhà và 2 trận sân khách.

#### Nhóm A

##### Vòng 1
| 9 tháng 10 năm 2020 | Sài Gòn                                                  | 2–1                                          | Hồng Lĩnh Hà Tĩnh    | Quận 10, Thành phố Hồ Chí Minh                                             |  |
| 19:15               | - Ahn Byungkeon 18' - Geovane Magno Candido Silveira 21' | Chi tiết FULL HIGHLIGHTS Thể thao tin tức HD | - Bruno Henrique 86' | Sân vận động: Thống Nhất Lượng khán giả: 4.000 Trọng tài: Nguyên Viết Duẩn |  |

| 9 tháng 10 năm 2020 | Viettel                                                                    | 4–1                                    | Hoàng Anh Gia Lai  | Đống Đa, Hà Nội                                                          |  |
| 19:15               | - Hồ Khắc Ngọc 11' - Bruno Cunha Cantanhede 31', 61' - Venancio Caique 58' | Chi tiết FULL HIGHLIGHTS BĐTV, BĐTV HD | - Vũ Văn Thanh 36' | Sân vận động: Hàng Đẫy Lượng khán giả: 4.000 Trọng tài: Nguyễn Đình Thái |  |

| 10 tháng 10 năm 2020 | Than Quảng Ninh                                                                                  | 3–0                                                                  | Becamex Bình Dương | Cẩm Phả, Quảng Ninh                                                  |  |
| 18:00                | - Dos Reis Rodrigues Junior Claudecir 39' - Giang Trần Quách Tân 70' - Jermie Dwayne Lynch 90+1' | Chi tiết FULL HIGHLIGHTS VTV6, Thể thao tin tức HD, On Sports - VTC3 |                    | Sân vận động: Cẩm Phả Lượng khán giả: 4.000 Trọng tài: Ngo Quốc Hưng |  |

| 10 tháng 10 năm 2020 | Hà Nội                                        | 2–0                                          | Thành phố Hồ Chí Minh | Đống Đa, Hà Nội                                                         |  |
| 19:15                | - Nguyễn Văn Quyết 68' - Nguyễn Quang Hải 85' | Chi tiết FULL HIGHLIGHTS VTV5, BĐTV, BĐTV HD |                       | Sân vận động: Hàng Đẫy Lượng khán giả: 3.000 Trọng tài: Nguyễn Mạnh Hải |  |

##### Vòng 2
| 14 tháng 10 năm 2020 | Becamex Bình Dương                                                    | 3–1                                    | Sài Gòn                 | Thủ Dầu Một, Bình Dương |  |
| 17:00                | - Tống Anh Tỳ 20' - Nguyễn Trần Việt Cường 47' - Nguyễn Tiến Linh 54' | Chi tiết FULL HIGHLIGHTS BĐTV, BĐTV HD | - Võ Nguyên Hoàng 90+2' | Sân vận động: Gò Đậu    |  |

| 14 tháng 10 năm 2020 | Thành phố Hồ Chí Minh | 0–1                                    | Viettel                      | Quận 10, Thành phố Hồ Chí Minh                 |  |
| 19:15                |                       | Chi tiết FULL HIGHLIGHTS BĐTV, BĐTV HD | - Bruno Cunha Cantanhede 37' | Sân vận động: Thống Nhất Lượng khán giả: 4.000 |  |

| 15 tháng 10 năm 2020 | Hoàng Anh Gia Lai | 0–4                                          | Hà Nội                                                                            | Pleiku, Gia Lai      |  |
| 17:00                |                   | Chi tiết FULL HIGHLIGHTS VTV6, VTV5 TN, BĐTV | - Bùi Hoàng Việt Anh 23', 89' - Rimario Allando Gordon 71' - Pape Omar Faye 90+1' | Sân vận động: Pleiku |  |

| 15 tháng 10 năm 2020 | Hồng Lĩnh Hà Tĩnh | 1–1                                             | Than Quảng Ninh | Hồng Lĩnh, Hà Tĩnh    |  |
| 18:00                |                   | Chi tiết FULL HIGHLIGHTS VTV5, On Sports - VTC3 |                 | Sân vận động: Hà Tĩnh |  |

##### Vòng 3
| 19 tháng 10 năm 2020 | Sài Gòn | 0–0                              | Thành phố Hồ Chí Minh | Quận 10, Thành phố Hồ Chí Minh |  |
| 19:15                |         | Chi tiết FULL HIGHLIGHTS TTTT HD |                       | Sân vận động: Thống Nhất       |  |

| 19 tháng 10 năm 2020 | Viettel | 1–0                                                              | Becamex Bình Dương | Đống Đa, Hà Nội        |  |
| 19:15                |         | Chi tiết FULL HIGHLIGHTS VTV6, VTV5, Thể thao TV, Thể thao TV HD |                    | Sân vận động: Hàng Đẫy |  |

| 20 tháng 10 năm 2020 | Than Quảng Ninh | 3–1                                                         | Hoàng Anh Gia Lai | Cẩm Phả, Quảng Ninh   |  |
| 18:00                |                 | Chi tiết FULL HIGHLIGHTS VTV6, VTV5, VTV5 TN, BĐTV, BĐTV HD |                   | Sân vận động: Cẩm Phả |  |

| 20 tháng 10 năm 2020 | Hà Nội | 1–0                                                  | Hồng Lĩnh Hà Tĩnh | Đống Đa, Hà Nội        |  |
| 19:15                |        | Chi tiết FULL HIGHLIGHTS Thể thao TV, Thể thao TV HD |                   | Sân vận động: Hàng Đẫy |  |

##### Vòng 4
| 24 tháng 10 năm 2020 | Than Quảng Ninh | 2–1                                                | Thành phố Hồ Chí Minh | Cẩm Phả, Quảng Ninh      |  |
| 18:00                |                 | Chi tiết FULL HIGHLIGHTS VTV6, VTV5, BĐTV, BĐTV HD |                       | Sân vận động: Thống Nhất |  |

| 24 tháng 10 năm 2020 | Hà Nội                                              | 2–1                                                  | Becamex Bình Dương     | Đống Đa, Hà Nội        |  |
| 19:15                | - Rimario Allando Gordon 71' - Nguyễn Quang Hải 90' | Chi tiết FULL HIGHLIGHTS Thể thao TV, Thể thao TV HD | - Nguyễn Tiến Linh 39' | Sân vận động: Hàng Đẫy |  |

| 25 tháng 10 năm 2020 | Hoàng Anh Gia Lai                                                                                         | 2–4                                                         | Sài Gòn | Pleiku, Gia Lai                                                   |  |
| 17:00                | - Nguyễn Văn Toàn 55' · 73' - Trương Trọng Sáng 67' - Walsh Chevaughn Junior Hugh 70' - Trần Bửu Ngọc 80' | Chi tiết FULL HIGHLIGHTS VTV6, VTV5, VTV5 TN, BĐTV, BĐTV HD | - Pedro Paulo Alves Vieira Dos Reis 18' · 81', 90' - Ngô Xuân Toàn 20' - Geovane Magno Candido Silveira 25' · 45' - Huỳnh Tấn Tài 27' - Phạm Văn Phong 83' | Sân vận động: Pleiku Lượng khán giả: 6.000 Trọng tài: Đỗ Thành Đệ |  |

| 25 tháng 10 năm 2020 | Hồng Lĩnh Hà Tĩnh                           | 0–1                           | Viettel                                            | Đống Đa, Hà Nội        |  |
| 18:00                | - Trần Văn Công 60' - Lý Công Hoàng Anh 86' | Chi tiết FULL HIGHLIGHTS TTTV | - Nguyễn Trọng Đại 71' · 71' - Venancio Caique 58' | Sân vận động: Hàng Đẫy |  |

##### Vòng 5
| 29 tháng 10 năm 2020 | Sài Gòn | 2–1                                                  | Than Quảng Ninh | Quận 10, Thành phố Hồ Chí Minh |  |
| 19:15                |         | Chi tiết FULL HIGHLIGHTS Thể thao TV, Thể thao TV HD |                 | Sân vận động: Thống Nhất       |  |

| 29 tháng 10 năm 2020 | Viettel | 0–0                                                | Hà Nội | Đống Đa, Hà Nội        |  |
| 19:15                |         | Chi tiết FULL HIGHLIGHTS VTV6, VTV5, BĐTV, BĐTV HD |        | Sân vận động: Hàng Đẫy |  |

| 30 tháng 10 năm 2020 | Becamex Bình Dương | 1–1                                                | Hồng Lĩnh Hà Tĩnh | Thủ Dầu Một, Bình Dương |  |
| 17:00                |                    | Chi tiết FULL HIGHLIGHTS VTV6, VTV5, BĐTV, BĐTV HD |                   | Sân vận động: Gò Đậu    |  |

| 30 tháng 10 năm 2020 | Thành phố Hồ Chí Minh | 2–1                                    | Hoàng Anh Gia Lai | Quận 10, Thành phố Hồ Chí Minh |  |
| 19:15                |                       | Chi tiết FULL HIGHLIGHTS BĐTV, BĐTV HD |                   | Sân vận động: Thống Nhất       |  |

##### Vòng 6
| 3 tháng 11 năm 2020 | Becamex Bình Dương | 3–2                                                | Hoàng Anh Gia Lai | Thủ Dầu Một, Bình Dương |  |
| 17:00               |                    | Chi tiết FULL HIGHLIGHTS VTV6, VTV5, VTV5 TN, BĐTV |                   | Sân vận động: Gò Đậu    |  |

| 3 tháng 11 năm 2020 | Hồng Lĩnh Hà Tĩnh | 2–3                                                | Thành phố Hồ Chí Minh | Quận 10, Thành phố Hồ Chí Minh |  |
| 18:00               |                   | Chi tiết FULL HIGHLIGHTS TTTV HD, On Sports - VTC3 |                       | Sân vận động: Thống Nhất       |  |

| 3 tháng 11 năm 2020 | Viettel | 1–0                                 | Than Quảng Ninh | Đống Đa, Hà Nội        |  |
| 19:15               |         | Chi tiết FULL HIGHLIGHTS Bóng đá TV |                 | Sân vận động: Hàng Đẫy |  |

| 4 tháng 11 năm 2020 | Hà Nội | 4–2                                       | Sài Gòn | Đống Đa, Hà Nội        |  |
| 19:15               |        | Chi tiết FULL HIGHLIGHTS VTV6, VTV5, BĐTV |         | Sân vận động: Hàng Đẫy |  |

##### Vòng 7[2]
| 7 tháng 11 năm 2020 | Hoàng Anh Gia Lai | 3–0                                                                  | Hồng Lĩnh Hà Tĩnh | Pleiku, Gia Lai      |  |
| 17:00               |                   | Chi tiết FULL HIGHLIGHTS VTV6, VTV5, VTV5 TN, BĐTV, On Sports - VTC3 |                   | Sân vận động: Pleiku |  |

| 7 tháng 11 năm 2020 | Thành phố Hồ Chí Minh | 1–1                                                  | Becamex Bình Dương | Quận 10, Thành phố Hồ Chí Minh |  |
| 19:15               |                       | Chi tiết FULL HIGHLIGHTS Thể thao TV, Thể thao TV HD |                    | Sân vận động: Thống Nhất       |  |

| 8 tháng 11 năm 2020 | Sài Gòn | 0–1                                 | Viettel | Quận 10, Thành phố Hồ Chí Minh                  |  |
| 17:00               |         | Chi tiết FULL HIGHLIGHTS BĐTV, VTV5 |         | Sân vận động: Thống Nhất Lượng khán giả: 10.000 |  |

| 8 tháng 11 năm 2020 | Than Quảng Ninh | 0–4                                                      | Hà Nội | Cẩm Phả, Quảng Ninh                          |  |
| 17:00               |                 | Chi tiết FULL HIGHLIGHTS VTV6, TTTV HD, On Sports - VTC3 |        | Sân vận động: Cẩm Phả Lượng khán giả: 11.000 |  |

#### Nhóm B
Vòng 1
| 10 tháng 10 năm 2020 | SHB Đà Nẵng            | 1–0                                    | Hải Phòng | Cẩm Lệ, Đà Nẵng                                                      |  |
| 17:00                | - Akinade Ismaheel 28' | Chi tiết FULL HIGHLIGHTS BĐTV, BĐTV HD |           | Sân vận động: Hòa Xuân Lượng khán giả: 1.000 Trọng tài: Vũ Nguyên Vũ |  |

| 10 tháng 10 năm 2020 | Thanh Hóa                                                 | 1–1                                                  | Nam Định                | Thành phố Thanh Hóa, Thanh Hóa                                       |  |
| 17:00                | - Hoàng Vũ Samson 72' - Ewonde Epassi Louis Christian 89' | Chi tiết FULL HIGHLIGHTS Thể thao TV, Thể thao TV HD | - Đoàn Thanh Trường 76' | Sân vận động: Thanh Hóa Lượng khán giả: 5.000 Trọng tài: Ngô Duy Lân |  |

| 11 tháng 10 năm 2020 | Sông Lam Nghệ An                                                          | 4–1                                    | Quảng Nam            | Thành phố Vinh, Nghệ An                                           |  |
| 17:00                | - Hồ Tuấn Tài 21', 36' - Dos Santos Martins Felipe 58' - Peter Samuel 61' | Chi tiết FULL HIGHLIGHTS BĐTV, BĐTV HD | - Papa Ibou Kebe 83' | Sân vận động: Vinh Lượng khán giả: 5.000 Trọng tài: Hoàng Ngọc Hà |  |

###### Vòng 2
| 15 tháng 10 năm 2020 | Thanh Hóa                                      | 2–1                         | Quảng Nam            | Thành phố Thanh Hóa, Thanh Hóa                                            |  |
| 17:00                | - Josip Balic (31) - Djicka Gassissou Aime 65' | Chi tiết HIGHLIGHTS BĐTV HD | - Papa Ibou Kebe 29' | Sân vận động: Thanh Hóa Lượng khán giả: 2.000 Trọng tài: Nguyễn Ngọc Châu |  |

| 15 tháng 10 năm 2020 | Nam Định                   | 1–0                                     | SHB Đà Nẵng | Thành phố Nam Định, Nam Định                                                 |  |
| 18:00                | - Emmanuel Tony Agbaji 21' | Chi tiết FULL HIGHLIGHTS Thể thao TV HD |             | Sân vận động: Thiên Trường Lượng khán giả: 7,000 Trọng tài: Nguyễn Viết Duẩn |  |

| 16 tháng 10 năm 2020 | Sông Lam Nghệ An     | 1–0                           | Hải Phòng | Thành phố Vinh, Nghệ An                                         |  |
| 17:00                | - Peter Samuel 90+1' | Chi tiết FULL HIGHLIGHTS BĐTV |           | Sân vận động: Vinh Lượng khán giả: 2.000 Trọng tài: Ngô Duy Lân |  |

###### Vòng 3
| 20 tháng 10 năm 2020 | SHB Đà Nẵng | 2–0                                          | Sông Lam Nghệ An | Cẩm Lệ, Đà Nẵng        |  |
| 17:00                |             | Chi tiết FULL HIGHLIGHTS Thể thao tin tức HD |                  | Sân vận động: Hòa Xuân |  |

| 20 tháng 10 năm 2020 | Hải Phòng | 2–0                                       | Thanh Hóa | Quận Ngô Quyền, Hải Phòng |  |
| 17:00                |           | Chi tiết FULL HIGHLIGHTS On Sports - VTC3 |           | Sân vận động: Lạch Tray   |  |

| 20 tháng 10 năm 2020 | Quảng Nam | 2–0                           | Nam Định | Tam Kỳ, Quảng Nam    |  |
| 17:00                |           | Chi tiết FULL HIGHLIGHTS TTTV |          | Sân vận động: Tam Kỳ |  |

###### Vòng 4
| 25 tháng 10 năm 2020 | Thanh Hóa | 1–1                                          | Sông Lam Nghệ An | Thành phố Thanh Hóa, Thanh Hóa |  |
| 17:00                |           | Chi tiết FULL HIGHLIGHTS Thể thao tin tức HD |                  | Sân vận động: Thanh Hóa        |  |

| 25 tháng 10 năm 2020 | Quảng Nam | 3–1                              | SHB Đà Nẵng | Tam Kỳ, Quảng Nam    |  |
| 17:00                |           | Chi tiết FULL HIGHLIGHTS BĐTV HD |             | Sân vận động: Tam Kỳ |  |

| 25 tháng 10 năm 2020 | Nam Định | 2–3                                                       | Hải Phòng | Thành phố Nam Định, Nam Định |  |
| 17:00                |          | Chi tiết FULL HIGHLIGHTS Thể thao TV HD, On Sports - VTC3 |           | Sân vận động: Thiên Trường   |  |

###### Vòng 5
| 31 tháng 10 năm 2020 | Sông Lam Nghệ An | 1–1                           | Nam Định | Vinh, Nghệ An      |  |
| 17:00                |                  | Chi tiết FULL HIGHLIGHTS BĐTV |          | Sân vận động: Vinh |  |

| 31 tháng 10 năm 2020 | SHB Đà Nẵng | 3–3                                  | Thanh Hóa | Cẩm Lệ, Đà Nẵng        |  |
| 17:00                |             | Chi tiết FULL HIGHLIGHTS Thể thao TV |           | Sân vận động: Hòa Xuân |  |

| 31 tháng 10 năm 2020 | Hải Phòng | 2–4                                          | Quảng Nam | Quận Ngô Quyền, Hải Phòng |  |
| 17:00                |           | Chi tiết FULL HIGHLIGHTS Thể thao tin tức HD |           | Sân vận động: Lạch Tray   |  |

## Tóm tắt kết quả

### Giai đoạn 1
| Nhà \ Khách           | BFC | NĐFC | HNFC | HPFC | HAGL | HLHT | QNFC | SGFC | SHBĐN | SLNA | TQNFC | THFC | HCMC | VTFC |
| --------------------- | --- | ---- | ---- | ---- | ---- | ---- | ---- | ---- | ----- | ---- | ----- | ---- | ---- | ---- |
| Becamex Bình Dương    |     |      | 0–2  | 5–0  | 1–1  |      |      |      | 1–0   |      |       | 0–1  |      | 2–0  |
| Nam Định              | 1–1 |      |      | 0–2  |      | 2–1  | 1–0  |      | 1–0   | 3–0  |       |      |      | 1–2  |
| Hà Nội                |     | 4–2  |      | 1–0  | 3–0  |      |      | 0–1  |       | 0–1  |       | 1–1  |      |      |
| Hải Phòng             |     |      |      |      | 0–0  | 1–1  | 1–1  | 0–2  |       | 3–1  | 0–1   |      | 0–0  |      |
| Hoàng Anh Gia Lai     |     | 1–0  |      |      |      | 1–0  | 3–1  | 1–1  |       |      | 1–0   |      | 5–2  |      |
| Hồng Lĩnh Hà Tĩnh     | 1–1 |      | 1–1  |      |      |      | 3–2  |      | 0–0   |      |       |      | 1–0  | 0–1  |
| Quảng Nam             | 1–2 |      | 2–2  |      |      |      |      | 3–3  |       | 2–1  |       | 2–1  | 1–3  | 0–3  |
| Sài Gòn               | 0–0 | 3–0  |      |      |      | 1–1  |      |      |       | 0–0  | 0–0   | 3–0  |      |      |
| SHB Đà Nẵng           |     |      | 1–1  | 1–0  | 3–1  |      | 6–1  | 1–4  |       |      | 1–2   |      |      |      |
| Sông Lam Nghệ An      | 1–0 |      |      |      | 2–0  | 1–1  |      |      | 1–0   |      |       |      | 1–3  | 1–2  |
| Than Quảng Ninh       | 2–2 | 3–2  | 3–1  |      |      | 0–2  | 3–1  |      |       | 2–0  |       |      | 0–3  |      |
| Thanh Hóa             |     | 1–0  |      | 0–1  | 0–0  | 1–2  |      |      | 0–3   | 0–0  | 2–0   |      |      |      |
| Thành phố Hồ Chí Minh | 1–2 | 5–1  | 0–3  |      |      |      |      | 0–1  | 2–2   |      |       | 1–0  |      | 3–0  |
| Viettel               |     |      | 1–1  | 4–0  | 3–3  |      |      | 1–0  | 1–1   |      | 1–1   | 1–2  |      |      |

### Giai đoạn 2

#### Nhóm A
| Nhà \ Khách           | BFC | HNFC | HAGL | HLHT | SGFC | TQNFC | HCMC | VTFC |
| --------------------- | --- | ---- | ---- | ---- | ---- | ----- | ---- | ---- |
| Becamex Bình Dương    |     |      | 3–2  | 1–1  | 3–1  |       |      |      |
| Hà Nội                | 2–1 |      |      | 1–0  | 4–2  |       | 2–0  |      |
| Hoàng Anh Gia Lai     |     | 0–4  |      | 3–0  | 2–4  |       |      |      |
| Hồng Lĩnh Hà Tĩnh     |     |      |      |      |      | 1–1   | 2–3  | 0–1  |
| Sài Gòn               |     |      |      | 2–1  |      | 2–1   | 0–0  | 0–1  |
| Than Quảng Ninh       | 3–0 | 0–4  | 3–1  |      |      |       | 2–1  |      |
| Thành phố Hồ Chí Minh | 1–1 |      | 2–1  |      |      |       |      | 0–1  |
| Viettel               | 1–0 | 0–0  | 4–1  |      |      | 1–0   |      |      |

#### Nhóm B
| Nhà \ Khách      | NĐFC | HPFC | QNFC | SHBĐN | SLNA | THFC |
| ---------------- | ---- | ---- | ---- | ----- | ---- | ---- |
| Nam Định         |      | 2–3  |      | 1–0   |      |      |
| Hải Phòng        |      |      | 2–4  |       |      | 2–0  |
| Quảng Nam        | 2–0  |      |      | 3–1   |      |      |
| SHB Đà Nẵng      |      | 1–0  |      |       | 2–0  | 3–3  |
| Sông Lam Nghệ An | 1–1  | 1–0  | 4–1  |       |      |      |
| Thanh Hóa        | 1–1  |      | 2–1  |       | 1–1  |      |

## Tiến trình mùa giải

### Giai đoạn 1
| Đội ╲ Vòng            | 1 | 2 | 3 | 4 | 5 | 6 | 7 | 8 | 9 | 10 | 11 | 12 | 13 |
| --------------------- | - | - | - | - | - | - | - | - | - | -- | -- | -- | -- |
| Becamex Bình Dương    | W | L | D | W | W | L | D | W | D | L  | D  | D  | W  |
| Nam Định              | L | W | L | L | L | L | W | L | W | L  | D  | L  | W  |
| Hà Nội                | W | L | W | D | L | W | L | D | D | W  | W  | D  | D  |
| Hải Phòng             | W | D | D | L | L | W | D | L | L | L  | D  | L  | W  |
| Hoàng Anh Gia Lai     | W | D | L | W | D | L | D | W | D | W  | D  | L  | W  |
| Hồng Lĩnh Hà Tĩnh     | L | L | W | D | D | D | D | L | D | W  | D  | W  | W  |
| Quảng Nam             | L | D | W | L | L | L | L | W | L | L  | D  | D  | L  |
| Sài Gòn               | D | W | D | W | D | D | W | W | W | W  | D  | L  | D  |
| SHB Đà Nẵng           | L | L | L | W | D | W | D | W | D | L  | D  | W  | L  |
| Sông Lam Nghệ An      | D | W | W | D | W | L | L | L | D | L  | L  | W  | L  |
| Than Quảng Ninh       | L | W | L | D | W | W | L | W | L | W  | W  | D  | D  |
| Thanh Hóa             | L | L | L | D | W | W | W | L | L | W  | D  | L  | D  |
| Thành phố Hồ Chí Minh | W | W | D | L | W | W | D | L | W | L  | L  | W  | L  |
| Viettel               | W | D | W | D | L | L | W | D | W | W  | D  | W  | L  |

### Giai đoạn 2

#### Nhóm A
| Đội ╲ Vòng            | 1                  | 2 | 3 | 4 | 5 | 6 | 7 |   |
| --------------------- | ------------------ | - | - | - | - | - | - | - |
| Đội ╲ Vòng            | Becamex Bình Dương | L | W | L | L | D | W | D |
| Hà Nội                | W                  | W | W | W | D | W | W |   |
| Hoàng Anh Gia Lai     | L                  | L | L | L | L | L | W |   |
| Hồng Lĩnh Hà Tĩnh     | L                  | D | L | L | D | L | L |   |
| Sài Gòn               | W                  | L | D | W | W | L | L |   |
| Than Quảng Ninh       | W                  | D | W | W | L | L | L |   |
| Thành phố Hồ Chí Minh | L                  | L | D | L | W | W | D |   |
| Viettel               | W                  | W | W | W | D | W | W |   |

#### Nhóm B
| Đội ╲ Vòng       | 1        | 2 | 3 | 4 | 5 |   |
| ---------------- | -------- | - | - | - | - | - |
| Đội ╲ Vòng       | Nam Định | D | W | L | L | D |
| Hải Phòng        | L        | L | W | W | L |   |
| Quảng Nam        | L        | L | W | W | W |   |
| SHB Đà Nẵng      | W        | L | W | L | D |   |
| Sông Lam Nghệ An | W        | W | L | D | D |   |
| Thanh Hóa        | D        | W | L | D | D |   |

## Vị trí các đội qua các vòng đấu
Bảng này liệt kê các vị trí của các đội sau mỗi vòng đấu. Để duy trì sự tiến hóa theo thời gian, bất kỳ trận đấu bị hoãn nào cũng không đưa vào vòng mà chúng lên lịch ban đầu, nhưng thêm vào vòng đầy đủ mà chúng chơi ngay sau đó. Ví dụ, nếu một trận đấu được lên lịch cho vòng 5 nhưng sau đó bị hoãn và diễn ra trong khoảng thời gian từ vòng 7 đến 8 thì trận đấu sẽ được thêm vào bảng xếp hạng cho vòng 7.

### Giai đoạn 1
| Đội ╲ Vòng            | 1                  | 2  | 3  | 4  | 5  | 6  | 7  | 8  | 9  | 10 | 11 | 12 | 13 |   |
| --------------------- | ------------------ | -- | -- | -- | -- | -- | -- | -- | -- | -- | -- | -- | -- | - |
| Đội ╲ Vòng            | Becamex Bình Dương | 5  | 9  | 7  | 4  | 2  | 4  | 3  | 3  | 4  | 7  | 7  | 6  | 6 |
| Nam Định              | 13                 | 10 | 12 | 13 | 14 | 14 | 13 | 14 | 11 | 12 | 12 | 12 | 12 |   |
| Hà Nội                | 1                  | 8  | 4  | 5  | 7  | 3  | 6  | 8  | 8  | 6  | 4  | 5  | 4  |   |
| Hải Phòng             | 3                  | 5  | 6  | 8  | 10 | 9  | 10 | 11 | 12 | 13 | 13 | 13 | 13 |   |
| Hoàng Anh Gia Lai     | 6                  | 3  | 9  | 7  | 6  | 8  | 9  | 6  | 6  | 4  | 6  | 7  | 7  |   |
| Hồng Lĩnh Hà Tĩnh     | 9                  | 12 | 10 | 9  | 9  | 12 | 12 | 12 | 13 | 11 | 10 | 9  | 8  |   |
| Quảng Nam             | 14                 | 11 | 8  | 11 | 13 | 13 | 14 | 13 | 14 | 14 | 14 | 14 | 14 |   |
| Sài Gòn               | 7                  | 2  | 5  | 1  | 4  | 5  | 2  | 1  | 1  | 1  | 1  | 1  | 1  |   |
| SHB Đà Nẵng           | 10                 | 14 | 14 | 12 | 11 | 10 | 11 | 7  | 7  | 9  | 9  | 8  | 9  |   |
| Sông Lam Nghệ An      | 8                  | 6  | 3  | 3  | 1  | 2  | 5  | 9  | 9  | 10 | 11 | 10 | 11 |   |
| Than Quảng Ninh       | 11                 | 7  | 11 | 10 | 8  | 6  | 8  | 4  | 5  | 5  | 3  | 4  | 3  |   |
| Thanh Hóa             | 12                 | 13 | 13 | 14 | 12 | 11 | 7  | 10 | 10 | 8  | 8  | 11 | 10 |   |
| Thành phố Hồ Chí Minh | 2                  | 1  | 1  | 6  | 3  | 1  | 1  | 2  | 2  | 3  | 5  | 3  | 5  |   |
| Viettel               | 4                  | 4  | 2  | 2  | 5  | 7  | 4  | 5  | 3  | 2  | 2  | 2  | 2  |   |

### Giai đoạn 2

#### Nhóm A
| Đội ╲ Vòng            | 1                  | 2 | 3 | 4 | 5 | 6 | 7 |   |
| --------------------- | ------------------ | - | - | - | - | - | - | - |
| Đội ╲ Vòng            | Becamex Bình Dương | 6 | 5 | 5 | 5 | 6 | 6 | 6 |
| Hà Nội                | 4                  | 3 | 2 | 2 | 2 | 2 | 2 |   |
| Hoàng Anh Gia Lai     | 7                  | 7 | 7 | 7 | 8 | 8 | 7 |   |
| Hồng Lĩnh Hà Tĩnh     | 8                  | 8 | 8 | 8 | 7 | 7 | 8 |   |
| Sài Gòn               | 1                  | 2 | 3 | 3 | 2 | 3 | 3 |   |
| Than Quảng Ninh       | 3                  | 4 | 4 | 4 | 4 | 4 | 4 |   |
| Thành phố Hồ Chí Minh | 5                  | 6 | 6 | 6 | 5 | 5 | 5 |   |
| Viettel               | 2                  | 1 | 1 | 1 | 1 | 1 | 1 |   |

#### Nhóm B
| Đội ╲ Vòng       | 1        | 2  | 3  | 4  | 5  |    |
| ---------------- | -------- | -- | -- | -- | -- | -- |
| Đội ╲ Vòng       | Nam Định | 12 | 12 | 12 | 13 | 13 |
| Hải Phòng        | 13       | 13 | 13 | 12 | 12 |    |
| Quảng Nam        | 14       | 14 | 14 | 14 | 14 |    |
| SHB Đà Nẵng      | 9        | 10 | 9  | 9  | 9  |    |
| Sông Lam Nghệ An | 10       | 9  | 10 | 10 | 10 |    |
| Thanh Hóa        | 11       | 11 | 11 | 11 | 11 |    |